# Vilda Mánnu
Vilda Mánnu è il secondo album degli Eternal Tears of Sorrow, pubblicato nel 1998.

## Tracce
1. Northern Doom – 4:35
2. Burning Flames' Embrace – 4:07
3. Goashem – 3:53
4. Scars of Wisdom – 4:56
5. Raven (in Your Eyes) – 5:35
6. Nightwind's Lullaby – 5:28
7. Vilda Mánnu – 5:52
8. Coronach – 4:53
9. Nodde Rahgam – 1:12
10. Seita – 3:06

## Formazione
- Altti Veteläinen − Voce, Basso
- Jarmo Puolakanaho − Chitarra, Tastiere
- Olli-Pekka Törrö − Chitarra, Tastiere